# Kre-O
KRE-O er en type konstruktionslegetøj, der ligner lego og Mega Bloks, som bliver fremstillet af det sydkoreanske firma Oxford og bliver markedsført Hasbro.
Kre-O blev lanceret i efteråret 2011. Navnet Kre-O kommer fra det latinske ord creo, der betyder "jeg skaber".
Kre-O har menneskelignende figurer, ligesom lego minifigurer, kaldet "Kreons". Klodserne fra Kre-O er kompatible med Lego, og således også med Mega Bloks og andre byggeklods-mærker.